# 空射弹道导弹
空射弹道导弹是指从飞机上发射的弹道导弹。发射導彈的飞机可与打擊目标保持较远距离，並远离對方的防空導彈和拦截机等防御性武器的射程，基本上較難被拦截。

## 空射彈道飛彈列表
- 美国：勇敢獵戶座（英语：Bold Orion）

- 美国：GAM-87天空閃電飛彈（英语：GAM-87 Skybolt）

- 俄羅斯：匕首導彈